# Carlos Vidal Sanabria
Carlos Vidal Sanabria (San Lorenzo, Paraguay; 11 de abril de 1967) es un exfutbolista de Paraguay que jugaba en la posición de centrocampista.

## Carrera

### Club
| Periodo   | Club              |
| --------- | ----------------- |
| 1987–1995 | Club Olimpia      |
| 1996      | Club River Plate  |
| 1997      | Deportivo Pereira |
| 1998      | Club Libertad     |
| 1999      | Resistencia SC    |
| 2000      | Sportivo Luqueño  |
| 2001      | Sol de América    |

### Selección nacional
Sanabria debutó con Paraguay el 1 de julio de 1989 en la victoria por 5-2 sobre Perú entrando de cambio por Alfredo Mendoza en el minuto 86 por la Copa América 1989. Jugó 21 partidos internacionales y anotó un gol; además de participar en tres ediciones de la Copa America

## Logros
- Primera División de Paraguay: 1988, 1989, 1993, 1995
- Copa Libertadores: 1990
- Supercopa Sudamericana: 1990
- Recopa Sudamericana: 1990
- Torneo República: 1992